# Xenurobrycon polyancistrus
Xenurobrycon polyancistrus är en fiskart som beskrevs av Weitzman, 1987. Xenurobrycon polyancistrus ingår i släktet Xenurobrycon och familjen Characidae. Inga underarter finns listade i Catalogue of Life.